# Le Parmentier
Le Parmentier (1737-1752 (fl. c.) ) war ein Kupferstecher.

## Werdegang
Schriftgraveur; erwähnt auf einer Platte, die 1737 von Jean Moyreau graviert wurde, einer weiteren von Wille aus dem Jahr 1744 und auf einer Platte, die 1752 von J. Le Bas graviert wurde.
Im Katalog der BnF finden sich keine weiteren biographischen Informationen zu Le Parmentier.
Ein Teil seiner Karten wurden von Jean-Baptiste Du Halde im Werk Description de la Chine et de la Tartarie chinoise veröffentlicht.
Dazu gehöen u.a.
- Band 1 Seite 152: Provinz Fo-Kien (le Parmentier Sculp.)
- Band 1 Seite 254: Provinz Koei-Tcheou (Le Parmentier sculpsit ; Guélard fecit)
- Band 4 Seite 64: I. Blatt der Chinesischen Tartarie enthält Leao tong und die Umgebung von Kirin Oula ...(Le Parmentier Sculp.)

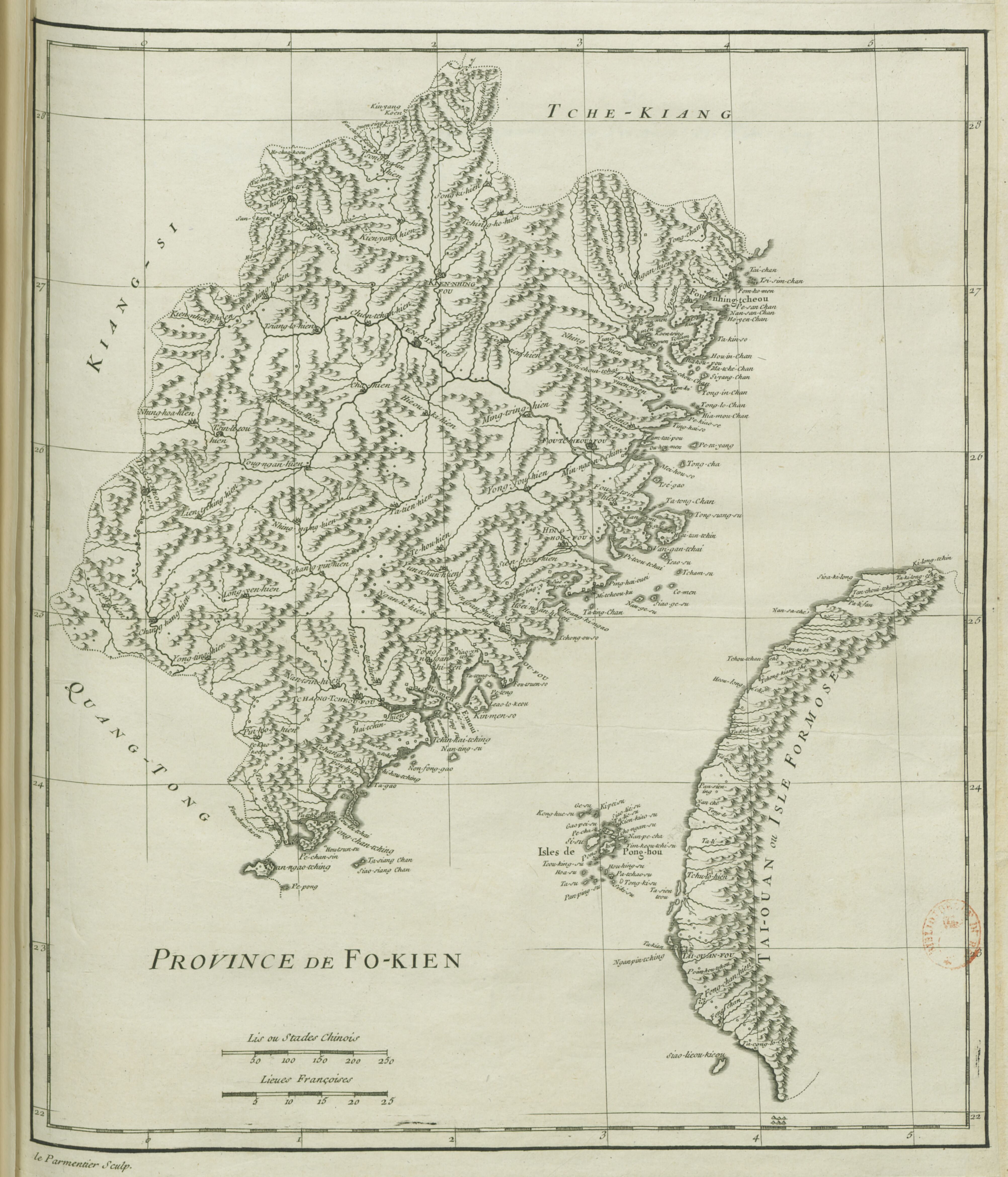
Jean-Baptiste Bourguignon d'Anville , 1735, Provinz Fo-Kien(Le Parmentier sculp)